# Christian Ménard
Pour les articles homonymes, voir Ménard.
Christian Ménard, né le 7 avril 1946 à Quimper (Finistère), est un homme politique français.

## Biographie
Christian Ménard crée, en 1981, l'Association des Professionnels de santé des Montagnes Noires, regroupant des médecins et paramédicaux de plusieurs cantons finistériens puis, en 1983, l'Association de Développement Sanitaire des Montagnes Noires (ADSMN), ouvrant ainsi la porte à des services de soins à domicile pour les personnes âgées, handicapées ou malades, mais aussi à de nouvelles structures destinées aux familles
Il est Médecin généraliste durant 33 ans à Châteauneuf-du-Faou (1971 - 2003).
il est élu député le 16 juin 2002, pour la XIIe législature, dans la 6e circonscription du Finistère. Membre du groupe UMP, il est réélu en 2007.
En 2004, il lance l’idée d’une extension internet « .bzh » pour la Bretagne et entreprend, pendant près de quatre ans, les premières démarches tant ministérielles, régionale, départementales au niveau des cinq départements de la Bretagne "historique".
Le 12 septembre 2009, à Châteaulin, Christian Ménard sauve un homme qui venait de se jeter dans le Canal de Nantes à Brest.
Le 13 janvier 2012, Christian Ménard a confirmé qu'il ne briguerait pas un troisième mandat pour les législatives de 2012.
Histoire-Arts:
Auteur d'ouvrages sur l'histoire de la Bretagne, la chouannerie ou d'articles de recherche spécialisés, Christian Ménard est également coauteur d'un ouvrage paru en mars 2014 sur le Kosovo: "Kosovo: récits sur la construction d'un Etat" (écrit à plusieurs mains).
Maire de Châteauneuf-du-Faou, il est l'instigateur de l'édition d'un ouvrage paru en 2014 sur le peintre Paul Sérusier ("Paul Sérusier: un prophète de Paris à Châteauneuf-du-Faou"- Virginie Foutel. Editions "locus solus") ainsi que l'initiateur de la création d'une ligne éponyme de bijoux (Ateliers Toulhoat).
En 2007,il reçoit le prix national la "Marianne d'Or", département Culture, pour l'ensemble de son œuvre en faveur de la promotion de Paul et de Marguerite Sérusier.
Après avoir procédé, comme Maire, à l'acquisition de plusieurs dizaines d'œuvres de Paul et de Marguerite Sérusier, à la création du "Prix Paul Sérusier", à la réalisation d'estampes numérotées ainsi qu'à de nombreuses autres actions dédiées, il est à l'origine de la décision de créer un "Musée Sérusier" à Châteauneuf-du Faou (Finistère) (Conseil Municipal Châteauneuf-du-Faou - 28 janvier 2013), entreprenant les premières acquisitions immobilières à cette destination.
Il est cofondateur (avec Michel Ravalec) de la « Société des amis du Musée Sérusier ».

## Décoration
- Chevalier de la Légion d'honneur (14 juillet 2018)[3]

Chevalier dans l'Ordre National du Mérite
Chevalier dans l'Ordre des Arts et des Lettres
Médaille des Services Militaires Volontaires